# Santa Maria Gloriosa dei Frari
Santa Maria Gloriosa dei Frari, koju obično zovu samo Frari,  je gotička venecijanska crkva u sestieru San Polo na istoimenom trgu (Campo dei Frari) u Sjevernoj Italiji.
Bazilika Frari, je jedna od većih venecijanskih crkava, koja ima status manje bazilike.

## Povijest bazilike Frari
Franjevci su dobili zemlju za izgradnju crkve još 1250., ali ona nije završena sve do 1338. godine. Radovi su započeli odmah, ali je graditeljima trebao skoro jedno stoljeće da počiste zemljište na kojem je stajala stara crkva.Zvonik crvve je dovršen 1396. godine, te je drugi po visini u Veneciji iza zvonika na San Marcu.
Frari je impozantna građevina od opeke, jedna od triju značajnijih venecijanskih crkava izgrađenih u gotičkom stilu. Kao i mnoge venecijanske crkve, izvana je prilično jednostavna. Frari još uvijek ima drveni ikonostas, i po tome je poseban u Veneciji. Unutrašnjost krije još iznenađenja; dvije oltarne slike Tiziana - Uzačašće Marijino i Madona Pesaro. Posebnost su i dva kora, koji su bili uobičajeni u Veneciji u 16. stoljeću i 17. stoljeću, no tog više nema i Frari je jedini preživjeli primjer u Veneciji.
Frari je župna crkva za sestiere San Polo, Santa Croce i Dorsoduro. Njeno ime Frari venecijanska je skraćenica za fratri (fratti).

## Umjetnička djela u bazilici Frari
- Oltarna slika Giambattista Pittoni iz sakristije, Pustinjski agar utješen od anđela

- Oltarna slika Giovanni Bellinija iz sakristije, Bogorodica s djetetom i svecima; Nikolom iz Barija, Petrom, Markom i Benediktom
- Statue Bogorodice i sv. Franje na zapadnoj fasadi, djelo radionice Bartolomea Bona
- Antonio i Paolo Bregno - Grobnica dužda Francesca Foscarija u svetištu (no to bi moglo biti i djelo Niccola di Giovanni Fiorentina)
- radovi Lorenza Bregna
  - Grobnica Benedetta Pésara iznad vrata sakristije
  - Grobnica Alvise Pasqualina na zapadnom zidu
- Statue sv. Antona Padovanskog i sv. Agneze djelo Girolama Campagne kod škropionice u glavnom brodu
- Korska sjedišta Marca Cozzija
- Donatellov kip sv. Ivana Krstitelja u prvoj južnoj korskoj kapeli, prvi dokumentirani rad Donatella u Veneciji.
- Grob Pietra Bernarda na zapadnom zidu, rad Tullija Lombarda (za koji se u novije vrijeme pretpostavlja da bi mogao biti rad Giovannija Buora)
- Grobnica dužda Niccolò Trona u svetištu, rad Antonija Rizza
- Ruinirana statua sv. Ivan Krstitelj rad Jacopa Sansovina na frontu Kapele Corner
- Tizianove slike
  - Uzačašće Marijino, slika na glavnom oltaru (najvećem u Veneciji)
  - Madona Pesaro na sjevernom zidu glavnog broda
- slika Paola Veneziana u sakristiji - Dužd Francesco Dandolo i njegova žena sa sv. Marijom, sv. Franjom i sv. Elizabetom
- djela Alessandra Vittorija
  - statua Uskrsli Krist na zapadnoj fasadi
  - statua sv. Jeronim na južnom zidu glavnog broda
- Alvise Vivarini, sv. Ambroz i ostali sveci u kapeli sjevernog transepta, njegov posljednji rad
- djela Bartolomea Vivarinija
  - sv. Marko na prijestolju u Kapeli Corner u sjevernom transeptu
  - Marija s djetetom i svecima, oltarna slika u trećoj južnoj korskoj kapeli

## Grobnice u bazilici Frari
- Francesco Barbaro (1390. – 1454.) humanist i mletački senator.
- Pietro Bernardo ( † 1538.) senator
- Antonio Canova ( † 1822.) kipar (samo mu je srce pokopano tu; ostatak u grobnici koju su mu podigli učenici na osnovu njegovih crteža za grobnicu Tiziana)
- Dužd Francesco Dandolo ( † 1339.)
- Dužd Francesco Foscari ( † 1457.)
- Claudio Monteverdi ( † 1643.) jedan od najvećih skladatelja 17. stoljeća
- Sveti Pacifico (osnivač crkve)
- Alvise Pasqualino ( † 1528.) venecijanski prokurator
- Benedetto Pésaro ( † 1503.) general
- Dužd Giovanni Pesaro
- Biskup Jacopo Pésaro ( † 1547.)
- Paolo Savelli (kondotjer) prvi venecijanski spomenik s konjaničkim likom
- Tizian ( † 1576.)
- Melchiorre Trevisan ( † 1500.) general
- Dužd Niccolò Tron

## Vanjske poveznice
- I Frari (Santa Maria Gloriosa dei Frari), stranice Adriana Fletchera s fotografijama crkve  Arhivirana inačica izvorne stranice od 22. kolovoza 2006. (Wayback Machine) (tal.) (engl.)